# Tinus Van Rensburg
Pour les articles homonymes, voir Rensburg.
Pas d'image ? Cliquez ici

a Compétitions nationales et continentales officielles uniquement.

Dernière mise à jour le 28 août 2018.
 Marthinus « Tinus » Van Rensburg, né le 1er juin 1982 au Cap en Afrique du Sud, est un joueur sud-africain de rugby à XV évoluant au poste de trois-quarts centre (1,86 m pour 93 kg). 

## Carrière
- 2002 : Western Province –21 ans
- 2003 : Border Bulldogs (Currie Cup)
- 2004-2005 : Griquas (Currie Cup)
- 2005-2008 : RC Narbonne (Pro D2)
- 2008-2009 : Marseille Vitrolles rugby (Fédérale 1)